# Haliplus discessus
Haliplus discessus is een keversoort uit de familie watertreders (Haliplidae). De wetenschappelijke naam van de soort is voor het eerst geldig gepubliceerd in 1936 door Guignot.